# Defekacja (cukrownictwo)
Defekacja – w cukrownictwie jeden z procesów technologicznych podczas produkcji cukru z buraków cukrowych. Proces ten polega na nawapnianiu surowego soku z buraków poprzez dodanie do niego rozdrobnionego wapna lub mleka wapiennego, w celu wytrącenia z roztworu zanieczyszczeń zamienionych do postaci nierozpuszczalnych w wodzie soli wapnia. W procesie tym chodzi przede wszystkim o wytrącenia z roztworu kwasów fosforowych pochodzenia naturalnego.